# Гукаленко, Ольга Владимировна
Ольга Владимировна Гукаленко (род. 9 апреля 1956 года) — российский учёный-педагог, член-корреспондент РАО (2004), академик НАПНУ (2008), политический и общественный деятель, депутат ВС ПМР IV созыва. Член партии «Единой России», доктор педагогических наук, профессор, главный научный сотрудник Института стратегии развития образования РАО. Лауреат премии Правительства РФ в области образования.

## Биография
Родилась 9 апреля 1956 года в Одесской области Украинской ССР.
В 1978 году — окончила Одесский государственный университет имени И. И. Мечникова.
С 1978 по 1988 годы — преподаватель, заведующей фельдшерско-акушерским отделением в медицинском училище г. Белая Церковь Киевской области.
С 1988 по 2005 годы — заведующая кафедрой ПГУ имени Т. Г. Шевченко, директор научно-образовательного центра РАО.
В 2000 году — защитила докторскую диссертацию, тема: «Теоретико-методологические основы педагогической поддержки и защиты учащихся-мигрантов в поликультурном образовательном пространстве».
В 2005 году — избрана депутатом Верховного Совета Приднестровской Молдавской Республики.
С 2005 по 2010 годы — председатель комитета по вопросам образования, науки, культуры, семьи и детства Верховного Совета ПМР.
В 2011 году — полномочный представитель ВС ПМР в РФ, президент Некоммерческой организации Фонда Содействия гуманитарно-экономическому развитию «СОЗИДАНИЕ»
Член Экспертного совета по международному сотрудничеству в сферах образования и науки при Комитете Государственной Думы по образованию и науке.
В 2004 году — избрана членом-корреспондентом РАО от Отделения философии образования и теоретической педагогики.
В 2008 году — избрана действительным членом Национальной академии педагогических наук Украины.

## Научная деятельность
Сфера научных интересов: история и философия образования, модернизация образования, управление образованием.
Автор более 300 работ, в том числе монографий, учебников, учебно-методических пособий.
Под её руководством защищено более 25 кандидатских и докторских диссертаций.

## Награды
- Премия Правительства Российской Федерации в области образования (в составе группы, за 2002 год) — за цикл монографических исследований и научно-практическую разработку для общеобразовательных учреждений и учебных заведений высшего профессионального образования «Личностно-ориентированное образование в общеобразовательной школе и вузе»[3]
- Медаль «За трудовую доблесть»
- Медаль «20 лет ПМР»
- Медаль «Отличник народного образования ПМР»
- почётные грамоты Президента ПМР, Верховного Совета ПМР